# Leopold von Berchtold
Leopold von Berchtold gróf  (teljes német nevén Graf Leopold Anton Johann Sigismund Josef Korsinus Ferdinand Berchtold von und zu Ungarschütz, Frättling, und Püllütz, magyarul:  Gróf Berchtold Lipót, csehül: Leopold hrabě Berchtold z Uherčic)  (Bécs, 1863. április 18. – Peresznye, 1942. november 21.) osztrák nagybirtokos, diplomata, az első világháború kitörése idején az Osztrák–Magyar Monarchia közös külügyminisztere.

## Ifjúkora
Morvaországi eredetű osztrák arisztokrata (bárói, majd grófi) családban született 1863. április 18-án. Édesapja gróf Sigismund Samuel Koloman von Berchtold (1834-1900), édesanyja gróf Josephine Gabriela von und zu Trauttmansdorff (1835-1894) volt. Nagykorúságát elérve az Osztrák–Magyar Monarchia leggazdagabb emberei közé tartozott, nagy kiterjedésű birtokai Magyarországon és Morvaországban feküdtek.

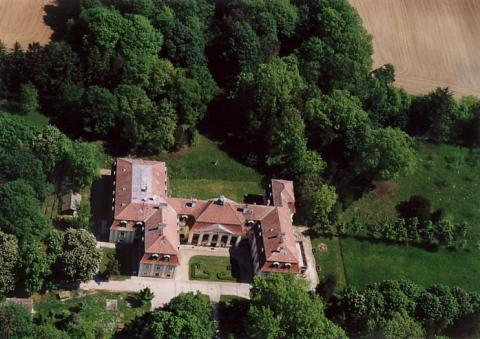
A peresznyei kastély

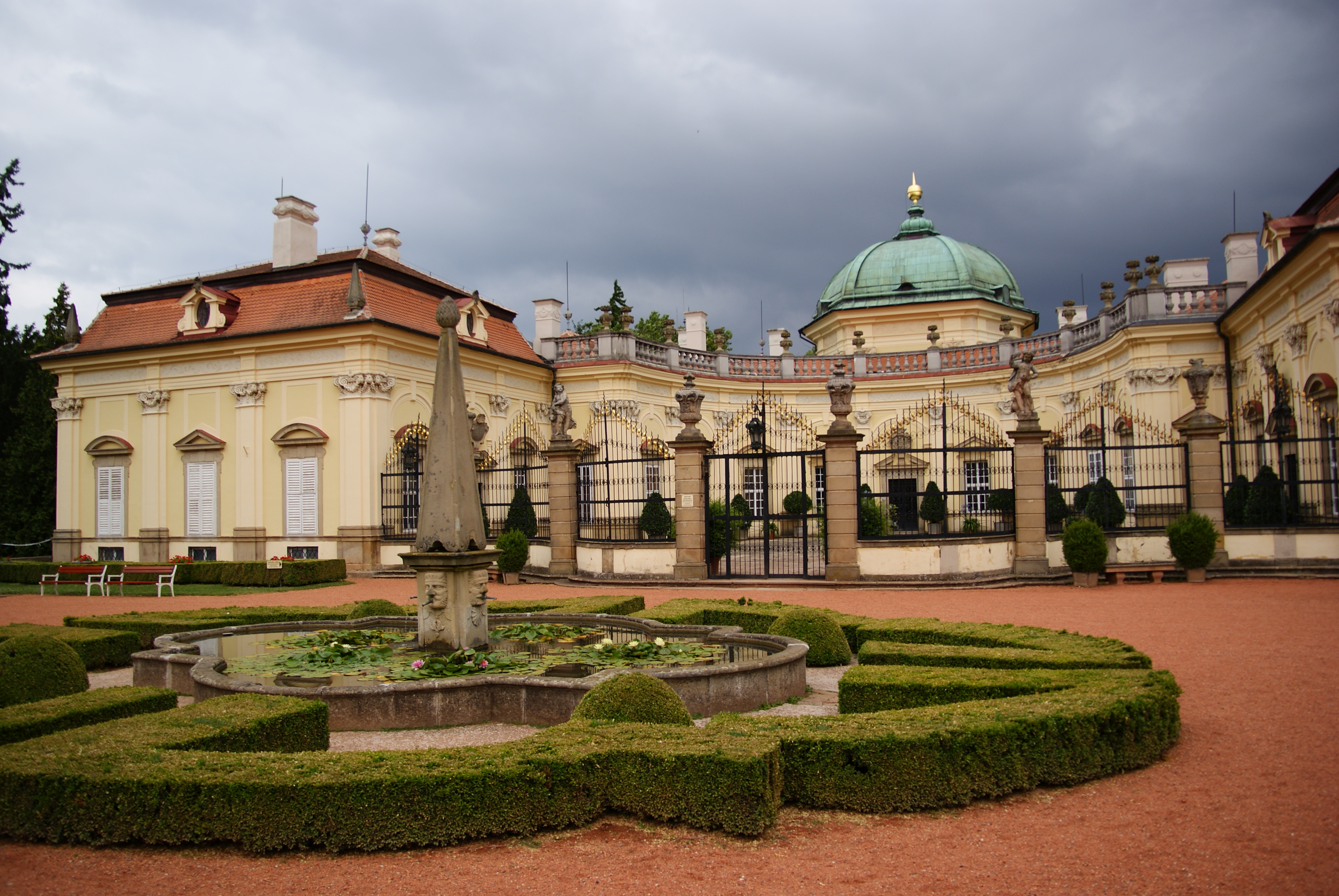
A buchlovicei (buchlaui) kastély

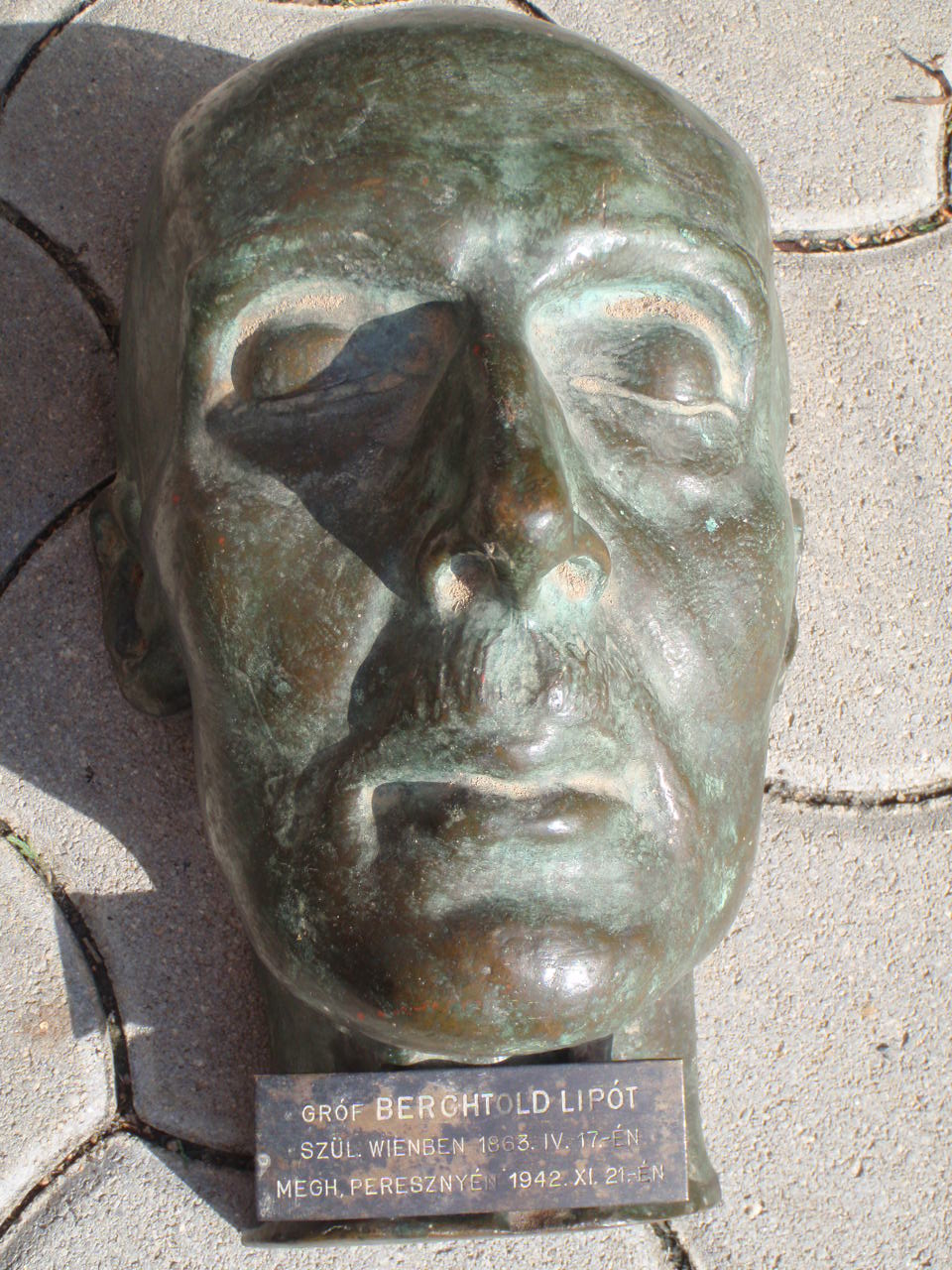
Gróf Berchtold Lipót halotti maszkja, egykor a kastélyában állt, ma magángyűjtemény része

## Diplomáciai pályája
Leopold von Berchtold gróf 1893-ban lépett osztrák–magyar külügyi szolgálatba. Bár képességeit nem tartották túl magasnak, de műveltsége, arisztokrata családi háttere, úri megjelenése, kifinomult és udvarias modora nagy hatással volt környezetére. Ennek köszönhetően igen gyorsan haladt felfelé a ranglétrán. 1893-ban feleségül vette Károlyi Ferdinanda grófnőt, Károlyi Alajos grófnak (1825–1889), a Monarchia londoni nagykövetének leányát. Londoni és párizsi diplomáciai megbízatások után 1906-tól Osztrák–Magyar Monarchia nagyköveteként szolgált a szentpétervári cári udvarnál, ahonnan 1911-ben tért vissza Bécsbe.
Amikor Alois Lexa von Aehrenthal gróf, osztrák–magyar közös külügyminiszter 1912. február 17-én elhunyt, Ferenc József császár Berchtold grófot bízta meg a közös külügyminisztérium vezetésével. E tisztséget 1915-ig viselte. A Szerbia elleni kemény fellépést sürgetők közé tartozott. Támogatta Albánia létrehozását, amely elzárta Szerbiát a Földközi-tengertől.
Az 1912–1913-as balkáni háborúk alatt Berchtold azt az álláspontot képviselte, hogy háborút kell indítani Szerbia ellen. Javaslatainak megvalósítását megakadályozták, ez a háborúk lezárásakor teljes diplomáciai vereségbe torkollott. A Balkán-háborúk során Berchtold Szerbia-ellenes álláspontja tovább keményedett.
1914. június 28-án Ferenc Ferdinánd főherceg, trónörököst és feleségét, Hohenberg Zsófia hercegnőt a szerb kormány támogatását élvező boszniai szerb nacionalisták Szarajevóban meggyilkolták. Ezt az eseményt Berchtold külügyminiszter kiváló alkalomnak tartotta, hogy megleckéztesse Szerbiát. Indítványozta Szerbia lerohanását, előzetes hadüzenet nélkül, azonnal megindított háborúval, de szembekerült Tisza István magyar miniszterelnökkel, aki a megtorlás során ki akarta használni a diplomáciai csatornákat is. Tisza megakadályozta a hadüzenet nélküli háború indítását.

## Az első világháború idején
Berchtold külügyminiszter beszélte rá a vonakodó uralkodót arra, hogy általa megfogalmazott, elfogadhatatlan tartalmú ultimátumot küldjön Szerbia kormányának 1914. július 23-án. Érvelésének alapja az volt, hogy az Orosz Birodalom nem fog Szerbia segítségére sietni. Ez az ultimátum gyakorlatilag a háború első lépése volt. Amikor Szerbia válaszolt az ultimátumra, és a Monarchia legtöbb követelését elfogadta, Berchtold ezt sem vette figyelembe. A választ elutasításnak minősítette, és meggyőzte Ferenc József császárt, hogy üzenjen hadat Szerbiának (július 28-án). Az akkori nagyhatalmak szövetségi rendszereiből következően ez a lépés kirobbantotta az első világháborút.
A háború folyamán Berchtold külügyminiszter munkáját és viselkedését a kortársak bizonyos mértékig defetistának (azaz vereségre orientáltnak) látták. Például amikor szembesült Olaszországnak Ausztria rovására bejelentett területi igényeivel (Dél-Tirol, Trieszt, Görz és Gradisca), Berchtold azt javasolta a minisztertanácsnak, hogy a Monarchia vagy üzenjen hadat (Franz Conrad von Hötzendorf vezérkari főnök természetesen ezt a megoldást támogatta), vagy egyezzen bele az olasz területi követelések teljesítésébe.

## Visszavonulása, utolsó évei
1915. január 13-án Berchtold gróf külügyminiszteri tisztségéről lemondásra kényszerült, mivel nem tudta elérni, hogy Olaszország és Románia a központi hatalmak (az Osztrák–Magyar Monarchia és a Német Császárság) oldalán lépjenek be a háborúba. Utódjául az erőszakosabb politikát követő Rajeci Burián István bárót nevezték ki 1915. január 13-án. Berchtold ezután már nem vett részt a politikai életben. Feljegyezték egy mondását: „Hagyjanak engem békén, már régóta unom ezt a háborút” („Lassen Sie mich in Ruhe. Der Krieg langweilt mich schon lange”). A császári udvar azonban igényt tartott szolgálataira, kinevezték császári főudvarmesterré (Obersthofmeister), emellett a Károly főhercegnek, a későbbi I. Károly császárnak főtanácsadójaként működött 1918-ig, az uralkodó lemondásáig.
Leopold von Berchtold gróf 1942. november 21-én hunyt el Peresznyén (Csepreg közelében). (A Berchtold grófi család a 19–20. század fordulóján lett Peresznye község birtokosa a Esterházy–Trauttmannsdorf–Berchtold-kastély révén. 1950-ben az addig Sopron vármegyéhez tartozó községet Vas megyéhez csatolták).
A család sírboltjában temették el, a buchlowitzi kastélyban (Schloss Buchlau), a mai Buchlovice helység mellett, Csehországban).

## Külső hivatkozások
- Graf Leopold Berchtold von und zu Ungarschütz, Frätting, und Püllitz (angol nyelven). [2001. április 29-i dátummal az [ eredetiből] archiválva]. (Hozzáférés: 2009. augusztus 23.)
- 'Aeiou' osztrák netes lexikon
- Magyarország külügyminiszterei Archiválva 2012. december 11-i dátummal a Wayback Machine-ben